# 荒野行动
《荒野行动》（英语：Knives Out）是网易遊戲公司开发的一款生存遊戲。最初是运行於智能手机上，支持安卓和iOS系统，后来移植到Windows PC、PlayStation 4和任天堂Switch等平台上。游戏本身可以在官方网站上以及Google Play和苹果App Store等应用程序在线发布平台上免费下载，但在游戏中可以通过儲值来购买时装等付费内容。此游戏在玩法上跟韩国电子游戏开发商蓝洞公司所开发的《绝地求生：大逃杀》很相似，属于大逃杀游戏，俗称「吃鸡类游戏」。游戏在台湾由龍邑科技代理发行并分级为辅15级，2019年成為熱門遊戲款之一。

## 游戏玩法
《荒野行动》是单人游玩的第三人称射击游戏，玩家在游戏中扮演一名解放军，参加一项维和特种部队选拔的军事演习。在这项演习中，100名玩家从直升机上跳伞降落到一个孤岛上，收集孤岛上的装备和武器来武装自己，并击败其他玩家。随着时间的推移，孤岛上的信号接收区会逐渐缩小，俗称「缩圈」，玩家要确保自己处于信号接受区内，俗称「跑毒」、「进圈」，否则将跟失去联络，同时生命值逐渐降低，降低到零时则死亡。玩家需要在游戏中利用武器和载具等工具来击败敌人或躲避敌人以存活下来，存活到最后的玩家将胜出，此时一局游戏结束，玩家获得相应的奖励。
在游戏中，玩家通过收集物资来使自己更容易存活，物资主要出现在建筑物内，不同的建筑物中物资的数量和质量会有所不同。玩家可以通过拾取更加高级的背包来获得更大的背包空间，从而能够拾取更多的武器、弹药、防具和药品。步枪、衝鋒槍、手雷、狙擊槍、散彈槍等武器能够用于击败敌人以使自己存活下去，防弹衣、军用头盔等防具可以降低自己被攻击时所受的伤害，药品能够治疗自己以恢复生命值。游戏地图中也会生成载具，玩家可以驾驶面包车、摩托车、吉普车等载具来提高自己的移动速度，特别是在信号接受区开始缩减时，载具起到重要的作用。玩家也可以利用载具撞击敌人或利于载具当掩体。

## 发行历史
- 2017年9月22日，《荒野行动》手机版在苹果官方测试平台TestFlight进行内测[9]。
- 2017年11月23日，《荒野行动》PC版上线[10]。
- 2017年11月24日，《荒野行动》手机版开启安卓和iOS平台的公测[11]。
- 2017年12月14日，《荒野行动》手机版正式向全球发行[12]。
- 2018年4月18日，《荒野行动Plus》开始进行内测[13]。同日，推出“飓风半岛”全新地图[14]
- 2018年5月24日，《荒野行动Plus》开始进行首测[15]
- 2018年7月13日，《荒野行动Plus》开始进行二测[16]
- 2018年8月31日，《荒野行动Plus》开始进行不删档测试[17]
- 2018年9月10日，《荒野行动》宣布未来将登陆PlayStation 4平台，发售日期未定。
- 2018年9月13日，《荒野行动》Mac版上线[18]
- 2018年9月14日，《荒野行动Plus》开始进行不限号测试[19]
- 2019年10月31日，《荒野行动》在日本地区的任天堂Switch网络商店提供下载。
- 2019年12月19日，《荒野行动》在日本地区的PlayStation Store上提供PlayStation 4版本游戏的下载。

## 影响
《荒野行动》手机版发布后，在各应用程序在线发布平台中排名靠前。2017年11月，《荒野行动》成功超越多人在线战斗竞技场游戏《王者荣耀》并登上了苹果App Store中国大陆区的免费榜榜首。同期，《荒野行动》（日语：『荒野行動』）在没有日文版的情况下登上苹果App Store日本区免费榜的第三名，受到很多日本玩家的欢迎，但由于语言不通，很多日本玩家不懂汉语，难以顺畅游玩。于是有一些懂日文和中文的玩家制作了游戏攻略并上传到YouTube等网站上，也制作了维基站点。这对日本玩家起到了一定的帮助，但因为没有日语版所以仍然不是很方便，于是有日本玩家向网易游戏公司请愿推出日文版。不久后，网易便给《荒野行动》增加了英文和日文两种语言，此举受到了日本玩家的好评。
在游戏直播平台Twitch以及视频网站YouTube上，有很多来自不同国家和地区的玩家直播或录播了他们游玩《荒野行动》的视频，也有很多人通过脸书、推特、新浪微博等平台分享这款游戏。例如日本第一位虚拟YouTuber绊爱曾在她的YouTube频道上分享了自己游玩《荒野行动》的视频，知名日本AV女优苍井空在新浪微博上表示知道自己的朋友也在玩这款游戏后感到很惊讶，并推荐网友也去尝试这款游戏。日本男子花式滑冰选手宇野昌磨也是《荒野行动》的爱好者，甚至在韩国江原道平昌郡参加2018年冬季奧林匹克運動會期间也在游玩《荒野行动》。

## 评价

### 具有中国特色

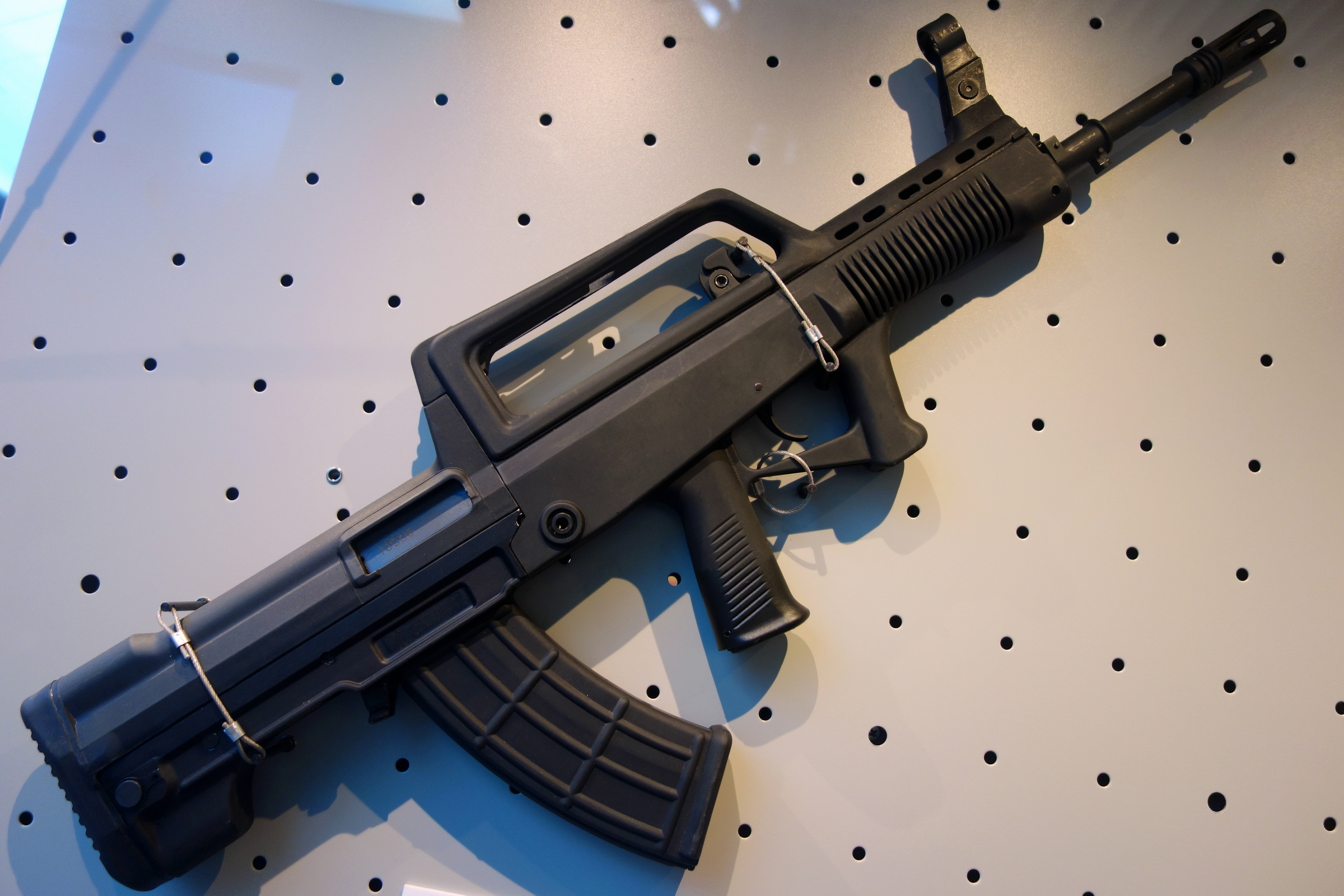
95式自动步枪是《荒野行动》中的武器之一，在游戏中使用的是5.56毫米小口径子弹，但在现实中使用的是5.8×42mm子弹，这一设定为一些军事爱好者所诟病。

搜狐网称，《荒野行动》虽然跟《绝地求生：大逃杀》有很多相似之处，但也有其自身的特色。在《荒野行动》中，有很多具有中国特色的元素，很多玩家特别是中国玩家对此表示赞赏。例如游戏刚开始时玩家乘坐的是中国人民解放军陆军航空兵的中型武装直升机直-8和直-10，在游戏中，玩家能够拾取由中国兵器装备集团兵器装备研究所研制的95式自动步枪。对于在《荒野行动》中引入中国自主研发的武器和装备，军事评论家张召忠表示肯定和赞赏，并表示这对中国青少年有很大的教育作用。此外，游戏中也引入了一些哏，例如在游戏中玩家可以驾驶印有修补房屋漏水广告的面包车。
网易爱玩称，《荒野行动》的衍生作品《荒野行动Plus》在原有的基础上也增加了更多具有中国特色的元素。

### 配置需求低
《荒野行动》PC版所需要的电脑配置较低，不需要非常高性能的内存、显卡和中央处理器，经测试在Intel第七代i3处理器及其集成的Intel HD Graphics 610在8GB内存下仍可在中等画质跑出40-50帧的成绩。

## 争议

### 广电总局审查事件
2017年10月底，中华人民共和国國家廣播電視總局对于在斗鱼TV、虎牙直播等中国大陆知名网络直播平台上流行的《绝地求生：大逃杀》游戏表示，此类游戏含有暴力血腥内容，且不符合社会主义核心价值观，不利于青少年的身心健康发展，不应该引进或研发。对此，网易游戏公司对游戏的世界观进行修改，把故事背景设定为军事演习和选拔维和士兵，并在游戏场景中引入很多写有富含正能量标语的横幅，如「维护国家安全，维护世界和平」等。2017年10月30日，中国音数协游戏工委发布公告《对“大逃杀”类游戏总局业务主管部门的基本态度》，公告称“该类游戏不仅普遍存在大量血腥、暴力内容，而且其类似于古罗马角斗场式的游戏体验与生存理念的设定严重偏离我国社会主义核心价值观和中华民族的传统文化习惯与道德规范，不利于青少年消费者的身心健康。「总局明确持有否定态度，将难以获得出版运营许可。」2018年1月下旬，中国大陆网络上流传着“文化部违规游戏汇总表”以及“广电总局第二批违规手游名单”，这两个表中列举了很多违规游戏，其中就包括《荒野行动》。但后来广电总局出面辟谣，称未发布过此名单。

### 侵权事件

#### 藍洞起訴
2018年4月5日，《绝地求生：大逃杀》的制作公司蓝洞向美国加利福尼亚北区联邦地区法院提起诉讼，起诉了《荒野行动》对《绝地求生：大逃杀》的侵权，同时被起诉的，还有网易名下的另外一款名为《终结者2：审判日》（英語：Rules of Survival）的大逃杀游戏。蓝洞在文件中列举了《荒野行动》和《终结者2：审判日》中跟《绝地求生：大逃杀》中相似的元素，例如建筑物、载具、游戏玩法等，并以此作为证据起诉，称此侵权行为侵犯了蓝洞公司的利益，要求网易下架这两款游戏并停止研发。

#### 網易回應
网易公司则发布公告表示《荒野行动》和《终结者2：审判日》是网易自己原创研发的游戏，不存在侵权行为，并称此次诉讼事件是竞争者的恶意诽谤，将依法维护自身权利，同时对支持网易游戏的玩家表示感谢。
网易的自媒体王者俱乐部称此次事件是竞争对手腾讯游戏在背后指使蓝洞对网易进行恶意诽谤，理据是如果网易败诉，直接受益者是同样制作大逃殺手機遊戲的腾讯游戏。

### 類似交友軟體
由於該遊戲採用不特定多人數同時遊戲的設定，而且可以在遊戲時採用拉攏夥伴的策略，因此有人認為該遊戲具有與在線約會服務相同的功能。在日本曾有成年女子利用該遊戲與未成年男生發生關係的案件發生。